# Wendy (singolo)
Wendy è un singolo del gruppo musicale italiano Dear Jack, pubblicato il 28 novembre 2014 come quarto estratto dal primo album in studio Domani è un altro film (prima parte).

## Descrizione
Quinta traccia dell'album, Wendy è stata composta nel 2013 dal frontman Alessio Bernabei durante la pausa natalizia dal talent show Amici di Maria De Filippi, al quale il gruppo ha preso parte. Lo stesso Bernabei ha inoltre aggiunto in un'intervista di essere molto legato al brano:

## Video musicale
Il video è stato reso disponibile in contemporanea con il lancio del singolo ed è stato diretto dal regista Gaetano Morbioli.